# Tennis Masters Cup 2007 - Doppio
Il doppio del Tennis Masters Cup 2007 è stato un torneo di tennis facente parte dell'ATP Tour.
Jonas Björkman e Maks Mirny erano i detentori del titolo, ma hanno perso nel round robin.
Mark Knowles e Daniel Nestor hanno battuto in finale 6–2, 6–3 Simon Aspelin e Julian Knowle.

## Teste di serie
1. Mark Knowles /  Daniel Nestor (Vincitori)
2. Paul Hanley /  Kevin Ullyett (semifinalisti)
3. Simon Aspelin /  Julian Knowle (finalisti)
4. Martin Damm /  Leander Paes (semifinalisti)

1. Lukáš Dlouhý /  Pavel Vízner (round robin)
2. Jonas Björkman /  Maks Mirny (round robin)
3. Arnaud Clément /  Michaël Llodra (round robin)
4. Jonathan Erlich /  Andy Ram (round robin)

## Tabellone

### Legenda
| - Q = Qualificato - WC = Wild card - LL = Lucky loser | - ALT = Alternate - SE = Special Exempt - PR = Protected Ranking | - w/o = Walkover - r = Ritirato - d = Squalificato |

### Finale
|  | Semifinali | Semifinali                  | Semifinali                  | Semifinali | Semifinali |  |  | Finale | Finale                      | Finale                      | Finale | Finale |  |
|  |            |                             |                             |            |            |  |  |        |                             |                             |        |        |  |
|  | 3          | Simon Aspelin Julian Knowle | Simon Aspelin Julian Knowle | 6          | 6          |  |  |        |                             |                             |        |        |  |
|  | 4          | Martin Damm Leander Paes    | Martin Damm Leander Paes    | 4          | 4          |  |  | 3      | Simon Aspelin Julian Knowle | Simon Aspelin Julian Knowle | 2      | 3      |  |
|  | 2          | Paul Hanley Kevin Ullyett   | 3                           | 7          | [5]        |  |  | 1      | Mark Knowles Daniel Nestor  | Mark Knowles Daniel Nestor  | 6      | 6      |  |
|  | 1          | Mark Knowles Daniel Nestor  | 6                           | 68         | [10]       |  |  |        |                             |                             |        |        |  |

### Gruppo rosso
|   |                               | Mark Knowles Daniel Nestor | Simon Aspelin Julian Knowle | Lukáš Dlouhý Pavel Vízner | Arnaud Clément Michaël Llodra | RR V–P | Set V–P | Game V–P | Posizione |
| 1 | Mark Knowles Daniel Nestor    |                            | 6–3, 7–5                    | 3–6, 6–4, 9–11            | 2–6, 7–5, 10–5                | 2–1    | 5–3     | 32–30    | 2         |
| 3 | Simon Aspelin Julian Knowle   | 3–6, 5–7                   |                             | 7–6(1), 6–2               | 7–6(3), 7–6(5)                | 2–1    | 4–2     | 35–33    | 1         |
| 5 | Lukáš Dlouhý Pavel Vízner     | 6–3, 4–6, 11–9             | 6(1)–7, 2–6                 |                           | 3–6, 6–3, 10–5                | 2–1    | 4–4     | 29–31    | 3         |
| 7 | Arnaud Clément Michaël Llodra | 6–2, 5–7, 5–10             | 6(3)–7, 6(5)–7              | 6–3, 3–6, 5–10            |                               | 0–3    | 2–6     | 32–34    | 4         |

La classifica viene stilata in base ai seguenti criteri: 1) Numero di vittorie; 2) Numero di partite giocate; 3) Scontri diretti (in caso di due giocatori pari merito); 4) Percentuale di set vinti o di games vinti (in caso di tre giocatori pari merito); 5) Decisione della commissione.

### Gruppo oro
|   |                           | Paul Hanley Kevin Ullyett | Martin Damm Leander Paes | Jonas Björkman Maks Mirny | Jonathan Erlich Andy Ram | RR V–P | Set V–P | Game V–P | Posizione |
| 2 | Paul Hanley Kevin Ullyett |                           | 6–3, 6–4                 | 7–6(3), 6–4               | 6(1)–7, 6–3, 12–14       | 2–1    | 5–2     | 37–28    | 1         |
| 4 | Martin Damm Leander Paes  | 3–6, 4–6                  |                          | 6–4, 6–1                  | 6–4, 7–5                 | 2–1    | 4–2     | 32–26    | 2         |
| 6 | Jonas Björkman Maks Mirny | 6(3)–7, 4–6               | 4–6, 1–6                 |                           | 6–4, 3–6, 10–7           | 1–2    | 2–5     | 25–35    | 3         |
| 8 | Jonathan Erlich Andy Ram  | 7–6(1), 3–6, 14–12        | 4–6, 5–7                 | 4–6, 6–3, 7–10            |                          | 1–2    | 3–5     | 30–35    | 4         |

La classifica viene stilata in base ai seguenti criteri: 1) Numero di vittorie; 2) Numero di partite giocate; 3) Scontri diretti (in caso di due giocatori pari merito); 4) Percentuale di set vinti o di games vinti (in caso di tre giocatori pari merito); 5) Decisione della commissione.